# Lana Wood
Lana Wood (pseudoniem van Svetlana Zacharenko-Goerdin, Russisch: Светла́на Николаевна Захаренко) (Santa Monica (Californië), 1 maart 1946) is een Amerikaans actrice en producente.
Lana Wood werd geboren uit Russische ouders, die beiden in het buitenland waren opgegroeid. Lana's vader groeide op in Vancouver (Canada), haar moeder in China. Na hun huwelijk vertrokken ze naar Santa Monica, Californië. Hier werd Lana geboren.
Lana en haar zus Natalie Wood waren fans van regisseur Sam Wood en namen zijn achternaam aan bij het begin van hun carrière. Ook Olga Goerdin is een zus van Lana Wood.
De bekendste rol van Lana Wood is die van Plenty O'Toole in de James Bondfilm Diamonds Are Forever. Daarnaast speelde ze in meer dan twintig films. In 1985 stopte ze met acteren om zich toe te gaan leggen op het produceren.
Het acteren heeft ze in 2008 weer opgepakt.
Lana Wood heeft een dochter en twee kleinkinderen.

## Filmografie
- The Searchers (1956)
- The Fool Killer (1965)
- The Girls on the Beach (1965)
- For Singles Only (1968)
- Scream Free! (1969)
- Diamonds Are Forever (1971)
- A Place Called Today (1972)
- Grayeagle (1977)
- Satan's Mistress (1982)
- Renovation (2010)
- Donors (2013)
- Bestseller (2015)